# Císařský mlýn (Čbán)
Císařský mlýn v obci Čbán u Úněšova v okrese Plzeň-sever je vodní mlýn, který stojí jižně od obce na řece Třemošná. Je chráněn jako nemovitá kulturní památka České republiky.

## Historie
Mlýn byl založen před rokem 1713; v tom roce je uváděn jako pustý mlýn o 1 kole na nestálé vodě. Z roku 1817 pochází obytné dřevěné patro mlýnice a po roce 1839 přibylo patrové hospodářské stavení mezi mlýnem a stodolou. Roku 1945 byl mlýn osídlen přídělcem jako zemědělský objekt; po jeho odchodu byl objekt využíván jako rekreační.

## Popis
Ve mlýně se dochovalo torzo obyčejného složení - na jedné ose dvoukolí (suché a mokré kolo) a původní dřevěná násypka. K dvoukolí je upevněno převodové kolo na transmisi, které je upraveno na pohon cirkulárky. Voda na vodní kolo vedla náhonem dlouhým asi 250 metrů, který byl veden po pravém břehu potoka; po západním okraji zahrady pod mlýnem vedl odpadní kanál. Vodní kolo na svrchní vodu o průměru kolem 5 metrů existovalo ještě v roce 1965 a sloužilo k občasnému pohonu okružní pily.